# 脇本駅
脇本駅（わきもとえき）は、秋田県男鹿市脇本字曲田（まがりた）にある、東日本旅客鉄道（JR東日本）男鹿線の駅である。

## 歴史

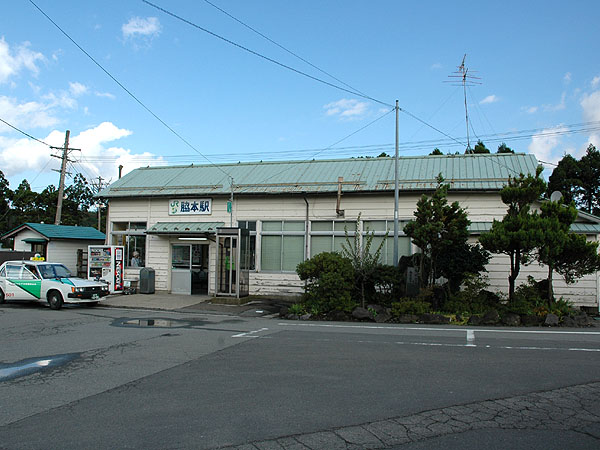
旧駅舎（2005年10月）

かつては石油資源開発の専用線が接続し、そこに申川油田からパイプラインがつながっていた。日本国内唯一（廃止時）の原油輸送が当駅から船川港駅まで行われていたが、2001年（平成13年）にタンクローリー輸送に切り替えられ廃止された。
1914年（大正3年）開業以来の木造平屋建て駅舎が100年以上に渡って使用されてきたが、老朽化に伴い2016年（平成28年）9月23日から建て替え工事が始まり、9月28日から仮駅舎での営業となっている。新駅舎は寒風山をイメージした木造平屋建て9.8平方メートルとなり、同年11月29日より新駅舎の使用を開始している。

### 年表
- 1914年（大正3年）11月8日：南秋田郡脇本村に国有鉄道船川軽便線（後の男鹿線）の駅として開業[2]。
- 1984年（昭和59年）2月1日：荷物の取扱を廃止[2]。
- 1987年（昭和62年）4月1日：国鉄分割民営化により、東日本旅客鉄道・日本貨物鉄道の駅となる[2]。
- 2001年（平成13年）3月30日：原油輸送を廃止[5]。
- 2002年（平成14年）1月1日：日本貨物鉄道の駅が廃止され、貨物の取扱が終了。
- 2011年（平成23年）4月1日：終日無人化。
- 2016年（平成28年）
  - 9月23日：駅舎建て替えに着工[3]。
  - 9月28日：仮駅舎での営業を開始[3]。
  - 11月29日：新駅舎の使用を開始[4]。
- 2018年（平成30年）5月12日：男鹿駅の業務委託化に伴い、土崎駅に管理駅が変更となる。
- 2023年（令和5年）5月27日：ICカード「Suica」の利用が可能となる[6][7]。
- 2024年（令和6年）10月1日：えきねっとQチケのサービスを開始[1][8]。

## 駅構造
島式ホーム1面2線を持つ地上駅である。駅舎とホームは構内踏切で連絡している。
1914年（大正3年）に開業した当時からの木造平屋駅舎約120平方メートルがそのまま使用されていたが、管轄するJR東日本秋田支社では建て替えを発表し、2016年（平成28年）11月に新駅舎の使用が開始された。
土崎駅管理の無人駅である。簡易Suica改札機が設置されている。2011年（平成23年）3月31日までは男鹿市が業務を受託する簡易委託駅（販売は平日のみ）であった。

### のりば
| 番線 | 路線    | 方向 | 行先     |
| ---- | ------- | ---- | -------- |
| 1    | ■男鹿線 | 下り | 男鹿方面 |
| 2    | ■男鹿線 | 上り | 秋田方面 |

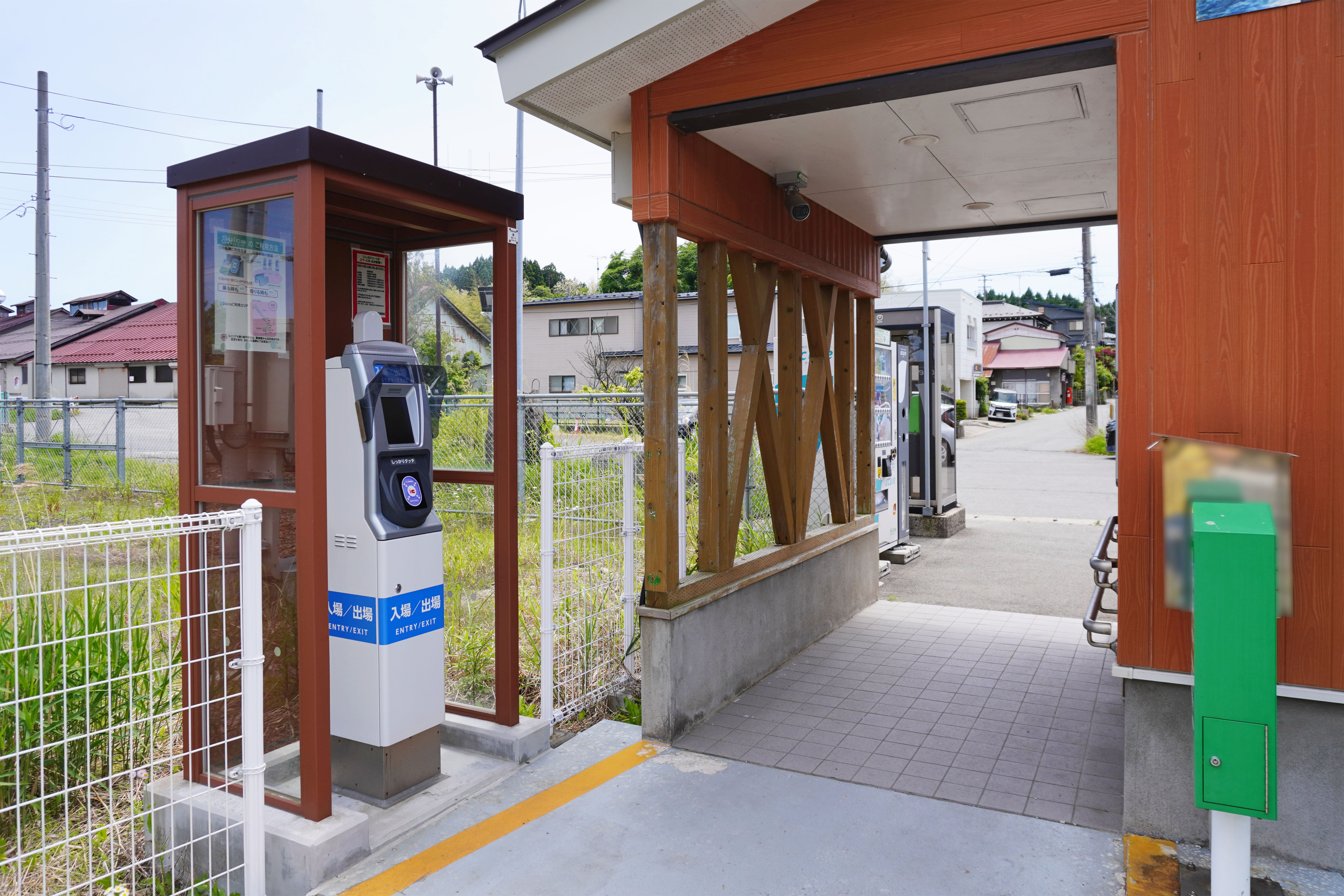
簡易Suica改札機（2024年5月）
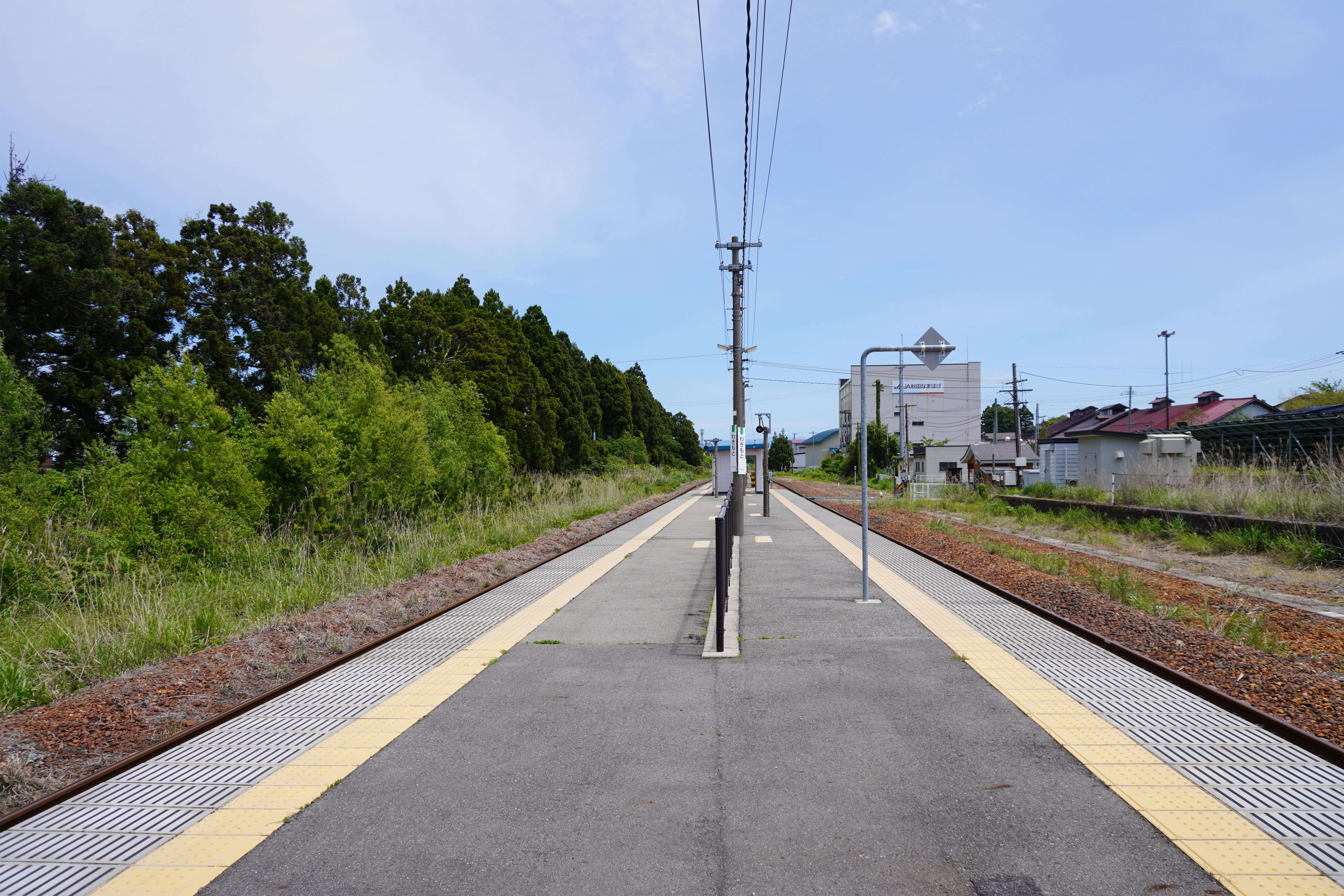
ホーム（2024年5月）
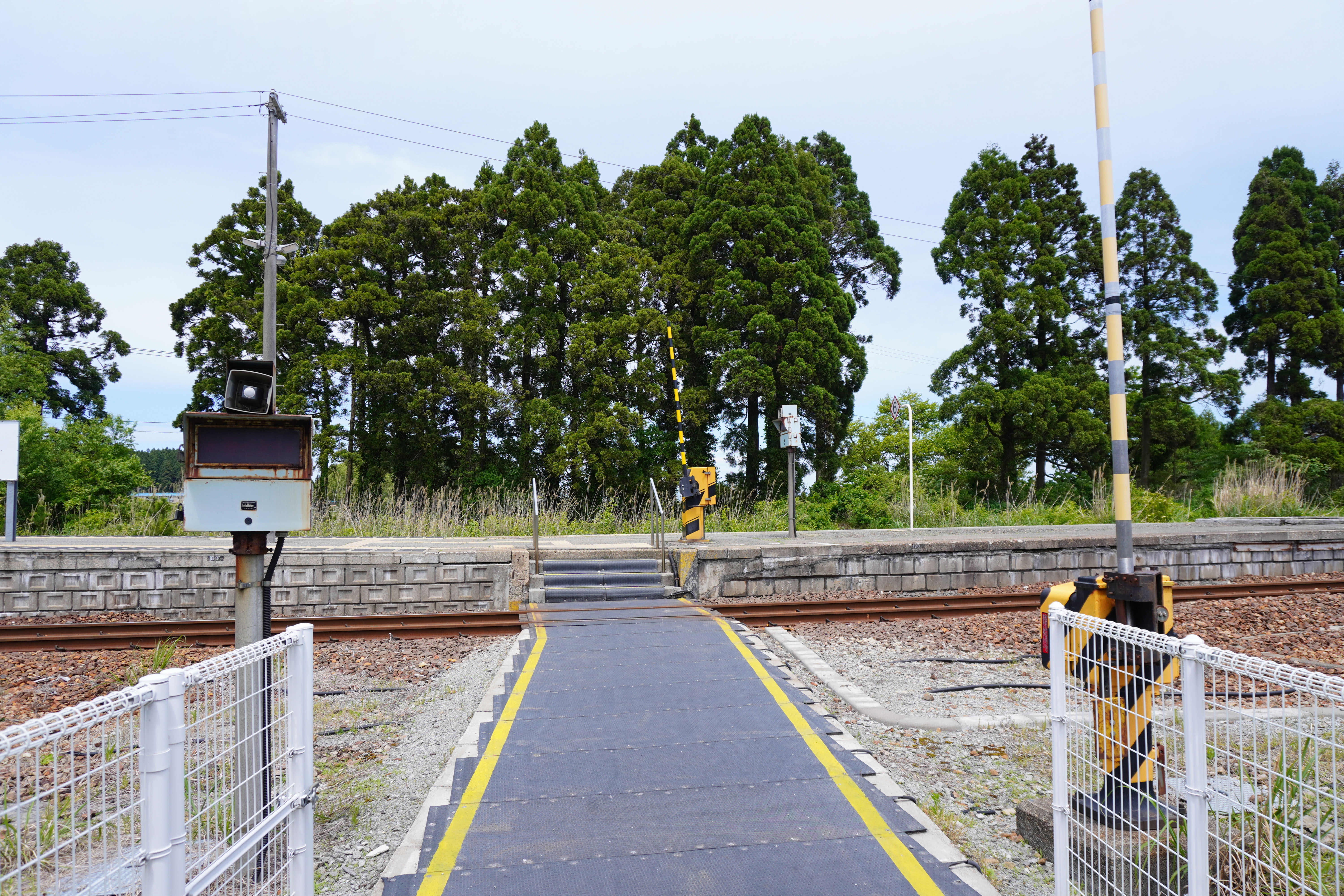
構内踏切（2024年5月）

## 利用状況
JR東日本によると、2000年度（平成12年度）- 2009年度（平成21年度）の1日平均乗車人員の推移は以下のとおりであった。
| 乗車人員推移       | 乗車人員推移     | 乗車人員推移    |
| 年度               | 1日平均 乗車人員 | 出典            |
| ------------------ | ---------------- | --------------- |
| 2000年（平成12年） | 358              | [ 利用客数 1 ]  |
| 2001年（平成13年） | 338              | [ 利用客数 2 ]  |
| 2002年（平成14年） | 305              | [ 利用客数 3 ]  |
| 2003年（平成15年） | 292              | [ 利用客数 4 ]  |
| 2004年（平成16年） | 269              | [ 利用客数 5 ]  |
| 2005年（平成17年） | 274              | [ 利用客数 6 ]  |
| 2006年（平成18年） | 267              | [ 利用客数 7 ]  |
| 2007年（平成19年） | 251              | [ 利用客数 8 ]  |
| 2008年（平成20年） | 220              | [ 利用客数 9 ]  |
| 2009年（平成21年） | 205              | [ 利用客数 10 ] |

## 駅周辺
- 秋田県道226号脇本脇本停車場線
- 秋田県道54号男鹿琴丘線
- 国道101号
- 寒風山登山口
- 男鹿市役所脇本出張所
- 脇本駅前簡易郵便局
- 脇本郵便局
- 脇本クリニック
- 秋田なまはげ農業協同組合男鹿支店
- マックスバリュ男鹿店
- DCM男鹿店
- ダイソー男鹿店
- ツルハ男鹿店

## 隣の駅
東日本旅客鉄道（JR東日本）
■男鹿線
船越駅 - 脇本駅 - 羽立駅

### 記事本文
1. 1 2 3 4 5  「駅の情報（脇本駅）：JR東日本」東日本旅客鉄道。2024年8月29日時点のオリジナルよりアーカイブ。2024年9月9日閲覧。
2. 1 2 3 4  石野哲（編）『停車場変遷大事典 国鉄・JR編 Ⅱ』（初版）JTB、1998年10月1日、548頁。ISBN 978-4-533-02980-6。
3. 1 2 3  「男鹿線 脇本駅舎を改築します (PDF)」（プレスリリース）、東日本旅客鉄道秋田支社、2016年9月27日。2016年9月28日閲覧。
4. 1 2 3  「男鹿線 脇本駅は間もなく完成です! (PDF)」（プレスリリース）、東日本旅客鉄道秋田支社、2016年11月22日。2016年12月12日閲覧。
5. ↑  「JR男鹿線の申川原油列車 42年の歴史に幕」『読売新聞』2001年3月31日、朝刊／秋田、32面。
6. 1 2  「2023年5月27日（土）北東北3エリアでSuicaがデビューします! (PDF)」（プレスリリース）、東日本旅客鉄道盛岡支社／東日本旅客鉄道秋田支社、2022年12月12日。2022年12月12日閲覧。
7. ↑  「北東北3県におけるSuicaご利用エリアの拡大について ～2023年春以降、青森・岩手・秋田の各エリアでSuicaをご利用いただけるようになります～ (PDF)」（プレスリリース）、東日本旅客鉄道、2021年4月6日。2021年4月6日閲覧。
8. ↑  「Suicaエリア外もチケットレスで! 東北エリアから「えきねっとQチケ」がはじまります (PDF)」（プレスリリース）、東日本旅客鉄道、2024年7月11日。2024年8月11日閲覧。
9. ↑  「築102年、脇本駅舎を建て替え 新駅舎は寒風山イメージ」『秋田魁新報』2016年9月28日。オリジナルの2016年9月29日時点におけるアーカイブ。2024年9月9日閲覧。
10. 1 2  「JR東日本：駅構内図・バリアフリー情報（脇本駅）」東日本旅客鉄道。2024年7月6日閲覧。

### 利用状況
1. ↑  「JR東日本：各駅の乗車人員（2000年度）」東日本旅客鉄道。2025年7月19日閲覧。
2. ↑  「JR東日本：各駅の乗車人員（2001年度）」東日本旅客鉄道。2025年7月19日閲覧。
3. ↑  「JR東日本：各駅の乗車人員（2002年度）」東日本旅客鉄道。2025年7月19日閲覧。
4. ↑  「JR東日本：各駅の乗車人員（2003年度）」東日本旅客鉄道。2025年7月19日閲覧。
5. ↑  「JR東日本：各駅の乗車人員（2004年度）」東日本旅客鉄道。2025年7月19日閲覧。
6. ↑  「JR東日本：各駅の乗車人員（2005年度）」東日本旅客鉄道。2025年7月19日閲覧。
7. ↑  「JR東日本：各駅の乗車人員（2006年度）」東日本旅客鉄道。2025年7月19日閲覧。
8. ↑  「JR東日本：各駅の乗車人員（2007年度）」東日本旅客鉄道。2025年7月19日閲覧。
9. ↑  「JR東日本：各駅の乗車人員（2008年度）」東日本旅客鉄道。2025年7月19日閲覧。
10. ↑  「JR東日本：各駅の乗車人員（2009年度）」東日本旅客鉄道。2025年7月19日閲覧。